# Víchová nad Jizerou
Víchová nad Jizerou est une commune du district de Semily, dans la région de Liberec, en Tchéquie. Sa population s'élevait à 914 habitants en 2021.

## Géographie
Víchová nad Jizerou se trouve à 12 km à l'est-nord-est de Semily, à 35 km au sud-est de Liberec et à 97 km au nord-est de Prague.

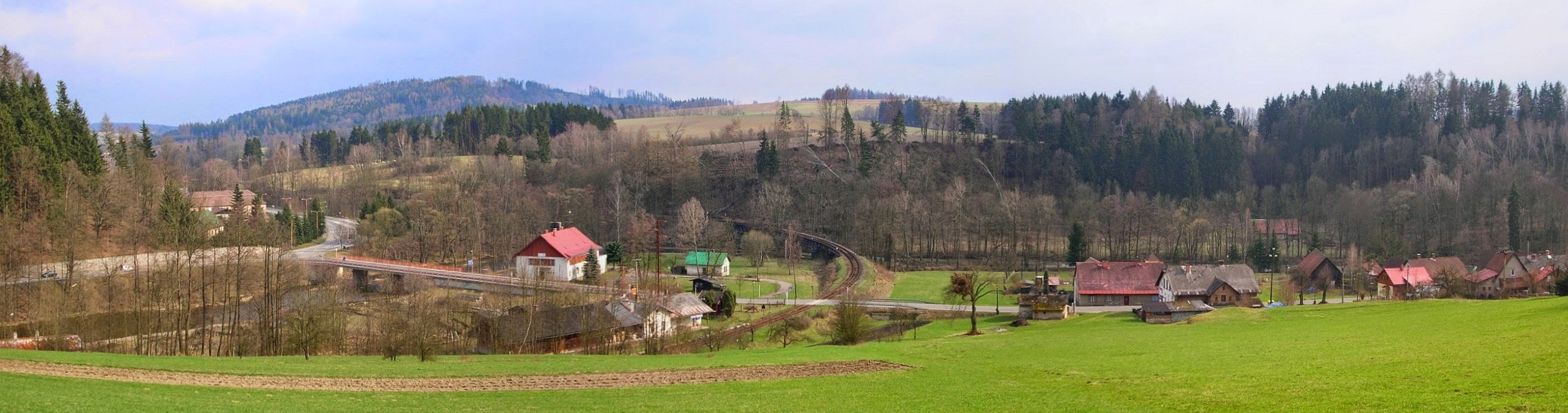
Hameau de Horni-Sytova.

La commune est limitée par Poniklá au nord, par Jestřabí v Krkonoších au nord-est, par Benecko à l'est, par Jilemnice, Mříčná et Peřimov au sud, par Háje nad Jizerou à l'ouest et par Roprachtice au nord-ouest.

## Histoire
La première mention écrite de la localité date de 1492.

## Administration
La commune se compose de trois sections :
- Horní Sytová ;
- Víchová nad Jizerou ;
- Víchovská Lhota.

## Transports
Par la route, Víchová nad Jizerou se trouve à 10 km de Vrchlabí, à 15 km de Semily, à 53 km de Liberec et à 132 km de Prague.